# Koncentrationsgradient
Om ett ämne kontinuerligt produceras eller skickas ut från en punkt eller ett område och sedan får diffundera fritt, kommer koncentrationen att vara högst närmast källan och avta ju längre bort man kommer. Rent matematiskt är det skillnaden mellan hög och låg koncentration, i förhållande till avståndet,  som kallas koncentrationsgradient, och är ett mått på hur snabb diffusionen är. Inom biologin används dock begreppet för fenomenet med koncentrationsskillnader beroende på avstånd till en viss punkt, vilket har stor betydelse inom bland annat utvecklingsbiologi. Ett ämne som verkar olika på embryonal utveckling och särskilt vad gäller utveckling av organ, med avseende på var i förhållande till koncentrationsgradienten en viss cell befinner sig alltså hur hög koncentration av ämnet som cellen utsätts för, kallas morfogen. En av de mer kända morfogenerna är genen och proteinet sonic hedgehog som finns hos alla däggdjur.